# Il mercante di fiori
Il mercante di fiori è un romanzo di Diego Cugia pubblicato nel 1997. Da esso è stato tratto un radiosceneggiato in onda su Rai Radio 2.

## Trama
Il romanzo racconta delle disavventure che subiscono migliaia di ragazze, che vengono rapite, imprigionate e trasferite su una piattaforma petrolifera chiamata "Macao Point" per essere letteralmente battute all'asta, come ad un mercato degli schiavi.
Anche alla protagonista, Maria, in viaggio di nozze in Thailandia con Alex, capiterà la stessa cosa. Quest'ultimo farà di tutto per ritrovarla, fra la freddezza delle istituzioni e una diplomazia ambigua dell'ambasciata. L'ostacolo più grande sarà il capo dell'organizzazione, Raùl Genovese, alias Alberto Omega, il mercante di fiori, che avrà eletto Maria a sua preferita.
Alla fine Alex e Maria si ritrovano, ma subito dopo si devono lasciare perché lei è entrata in una spirale dalla quale non può più uscire.

## Edizioni
- Diego Cugia, Il mercante di fiori, RAI ERI, Lupetti, 1997.